# فتالونیتریل
فتالونیتریل (به انگلیسی: Phthalonitrile) با فرمول شیمیایی C۶H۴(CN)۲ یک ترکیب شیمیایی با شناسه پاب‌کم ۷۰۴۲ است. که جرم مولی آن ۱۲۸٫۱۳ g/mol می‌باشد. شکل ظاهری این ترکیب، بلورهای سفید است.